# Linfrö

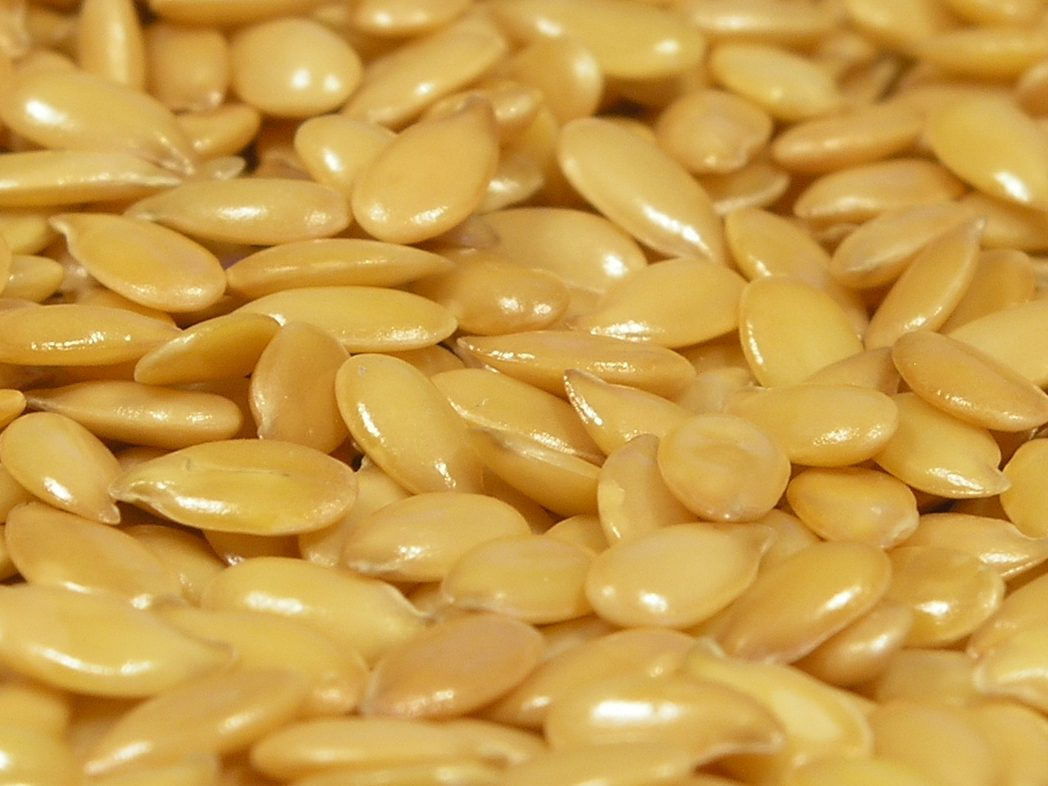
Linfrö

Linfrö är fröet från växten lin (Linum usitatissimum). 
Linfrö används i första hand för tillverkning av linolja. Linolja används som impregnering, och som bas för traditionell färgtillverkning samt rostskydd med mera. Oljan används även i matlagning men är inte lika vanlig som rapsolja eller olivolja. 
Restprodukter från oljepressningen kan i form av linfrökakor användas som foder.

## Användning som livsmedel
På grund av sin höga halt kostfiber och omega-3-fettsyror används det bland annat i müsli och bakning. Vid kallpressning till matolja får man en olja som rekommenderas att blandas med andra oljor på grund av smaken.

### Hälsorisker och hälsofördelar
Linfrö innehåller även vätecyanidproducerande glykosider, vilket innebär en förgiftningsrisk vid överkonsumtion. När linfrön krossas frigörs högre halter vätecyanid. Livsmedelsverket i Sverige anser att det är riskfritt för vuxna att äta 1–2 matskedar linfrön. Vuxna kan även konsumera krossade linfrön som kokas, eftersom kokningen minskar mängden vätecyanid. Barn bör inte konsumera linfrön alls utöver i müsli, gröt och bröd.
Inom folkmedicinen anses hela linfrön vara bra som huskur mot trög mage. Det bildas en geléaktig vätska av kostfibrerna, vilket har en laxerande effekt.

## Foder
Linfrö och linfrökakor kan användas som foder.
Många ger sina hästar linfrö på grund av den magsmörjande effekten. Dock måste då linfröet först kokas, så kallad stöpning. Linamarin, en glykosid som finns i fröet och som spjälkas av enzymet linas till bland annat vätecyanid, förlorar sin verkan som gift vid upphettning. I handeln finns linfröpellets och linfrökaka att tillgå, och denna behöver inte upphettas eller blötläggas före utfodring. Se även betfor.